# Messier 26
A Messier 26 (más néven M26, vagy NGC 6694) nyílthalmaz a Pajzs csillagképben.

## Felfedezése
Az M26 nyílthalmazt 1764. június 20-án fedezte fel és katalogizálta Charles Messier francia csillagász.

## Tudományos adatok
A halmaz korát 89 millió évre becsülik. Az objektum legfényesebb csillagai 11,9 magnitúdósak. A halmaz Trumpler osztályát többféleképpen határozták meg:
- II,2,r (Trumpler)
- I,1,m (Sky Catalog 2000)
- II,3,m (Götz)

## Megfigyelési lehetőség
10 cm-es refraktorral több mint 20 csillag látható, ezek legyező alakban helyezkednek el.